# Poly Bridge
Poly Bridge는 뉴질랜드의 비디오 게임 회사 드라이 캑터스에서 개발하고 배급한 다리 제작 시뮬레이션 게임이다. 철근, 목재, 케이블 등을 이용하여 다리를 만들어 탈것을 시작점부터 목표까지 이동시켜야 한다.